# Vallen, Örnsköldsviks kommun
Vallen är kyrkbyn i Grundsunda socken i Örnsköldsviks kommun, invid europaväg 4 cirka fyra kilometer nordost om Husum.
På orten finns Grundsunda Hembygdsgård och Grundsunda kyrka, vilka ligger mellan E4 och Prästsjön. Gamla vägen mot Övre Norrland gick genom byn.